# 2022 EB5
 (novembre 2024).
Si vous disposez d'ouvrages ou d'articles de référence ou si vous connaissez des sites web de qualité traitant du thème abordé ici, merci de compléter l'article en donnant les références utiles à sa vérifiabilité et en les liant à la section « Notes et références ».
2022 EB5 (désignation temporaire Sar2593) est un petit astéroïde Apollon qui a percuté l'atmosphère terrestre le 11 mars 2022.

## Désignation
Lors de sa découverte le 11 mars 2022, l'astéroïde reçoit la désignation temporaire (donnée par le découvreur) Sar2593. À la suite de la confirmation de son impact avec la Terre dans les heures qui ont suivi, l'astéroïde reçoit la désignation provisoire 2022 EB5 le jour-même.

## Découverte et observations
Il a été découvert par Krisztián Sárneczky dans le cadre de GINOP-KHK, à l'observatoire Piszkéstető (Hongrie), le 11 mars 2022 à 19 h 24 UTC.

## Caractéristiques physiques et orbitales avant l'impact
2022 EB5 mesurait 1 à 2 mètres de large.

## Collision avec la Terre
L'astéroïde est entré en collision avec l'atmosphère terrestre le 11 mars 2022 vers 21 h 22 UTC au sud-ouest de l'île Jan Mayen. 2022 EB5 est le cinquième petit corps découvert dans l'espace avant la détection de sa collision avec la Terre.